# Chafariz do Barreiro (Fontinhas)
O Chafariz do Barreiro (Fontinhas) é um chafariz português localizado na freguesia das Fontinhas ao concelho da Praia da Vitória, ilha Terceira, Açores e faz parte do Inventário do Património Histórico e Religioso para o Plano Director Municipal da Praia da Vitória, e remonta ao Século XIX.
Trata-se de um chafariz formado por uma de parede de forma rectangular, onde sobressai um remate com forma contracurvada. 
O chafariz encontra-se embutido num muro de suporte do terreno circundante e está enquadrado lateralmente por dois volumes salientes de secção com formação trapezoidal.
O eixo do chafariz possui uma pedra circular saliente e moldurada, onde se encontrava inserida uma bica de água corrente. Na parte superior do chafariz, encontra-se uma cartela elíptica com a inscrição "O. P. / 1897" (Obras Públicas, 1897).
A água corrente caía sobre um poial no centro do qual há um acentuado desgaste provocado pela mesma.
Foi erigido em alvenaria de pedra rebocada e caiada, com excepção dos cunhais, das molduras dos vãos, da laje do poial e da pedra da bica que são de cantaria pintada de preto.